# NGC 3737A
NGC 3737A је лентикуларна галаксија у сазвежђу Велики медвед која се налази на NGC листи објеката дубоког неба.
Деклинација објекта је + 54° 55' 52" а ректасцензија 11h 35m 31,2s. Привидна величина (магнитуда) објекта NGC 3737 износи 14,8 а фотографска магнитуда 15,8.